# The Hunger Games: Mockingjay - Part 1 (soundtrack)
The Hunger Games: Mockingjay - Part 1, Original Motion Picture Soundtrack is de officiële soundtrack van de film The Hunger Games: Mockingjay - Part 1 en werd uitgebracht op 17 november 2014 door Republic Records.
Het album bevat popmuziek, waarvan een aantal nummers ook op single werden uitgebracht. De eerste single "Yellow Flicker Beat" van Lorde werd al voor de release van album uitgebracht. Het nummer The Hanging Tree van James Newton Howard featuring Jennifer Lawrence werd op 3 december 2014 bij het digitale album toegevoegd. Howard componeerde ook de filmmuziek van de film. Naast dit album bracht Republic Records nog een soundtrackalbum uit met alleen de muziek van James Newton Howard, onder de naam The Hunger Games: Mockingjay - Part 1, Original Motion Picture Score. Op dit album staat ook het nummer "The Hanging Tree".

## The Hunger Games: Mockingjay - Part 1, Original Motion Picture Soundtrack

### Nummers
| Nr. | Titel                           | Arstiest(en)                                   | Duur |
| --- | ------------------------------- | ---------------------------------------------- | ---- |
| 1   | Meltdown                        | Stromae featuring Lorde, Pusha T, Q-Tip & Haim | 4:01 |
| 2   | Dead Air                        | Chvrches                                       | 3:14 |
| 3   | Scream My Name                  | Tove Lo                                        | 3:34 |
| 4   | Kingdom                         | Charli XCX featuring Simon le Bon              | 4:04 |
| 5   | All My Love                     | Major Lazer featuring Ariana Grande            | 3:32 |
| 6   | Lost Souls                      | Raury                                          | 2:53 |
| 7   | Yellow Flicker Beat             | Lorde                                          | 3:54 |
| 8   | The Leap                        | Tinashe                                        | 4:06 |
| 9   | Plan the Escape (Son Lux Cover) | Bat for Lashes                                 | 2:30 |
| 10  | Original Beast                  | Grace Jones                                    | 4:21 |
| 11  | FLicker (Kanye West Rework)     | Lorde                                          | 4:12 |
| 12  | Animal                          | XOV                                            | 3:18 |
| 13  | This Is Not a Game              | The Chemical Brothers featuring Miguel         | 3:14 |
| 14  | Ladder Song                     | Lorde                                          | 3:14 |

Bonus (alleen als muziekdownload).
| 15 | The Hanging Tree | James Newton Howard featuring Jennifer Lawrence | 3:38 |

### Hitnoteringen
| Hitlijsten                       | Hoogste positie |
| -------------------------------- | --------------- |
| Australische ARIA Charts         | 36              |
| Vlaamse Ultratop 200 Albums      | 58              |
| Waalse Ultratop 200 Albums       | 54              |
| Canadian Albums Chart            | 22              |
| Duitse Top 100 Album Chart       | 73              |
| Official New Zealand Music Chart | 9               |
| Noorse VG-lista                  | 30              |
| Ö3 Austria Albums                | 60              |
| Schweizer Hitparade              | 64              |
| US Billboard 200                 | 18              |

## The Hunger Games: Mockingjay - Part 1, Original Motion Picture Score
Dit is de tweede soundtrackalbum ter gelegenheid van de film en bevat alleen de originele filmmuziek die gecomponeerd is door James Newton Howard. In de muziek zong het koor London Voices.

### Nummers
| Nr. | Titel                       | Duur |
| --- | --------------------------- | ---- |
| 1   | The Mockingjay              | 2:40 |
| 2   | Remind Her Who The Enemy Is | 2:30 |
| 3   | District 12                 | 3:24 |
| 4   | Snow's Speech               | 3;24 |
| 5   | Please Welcome Peeta        | 3:53 |
| 6   | Katniss' Nightmare          | 2:06 |
| 7   | The Arsenal                 | 3:55 |
| 8   | Incoming Bombers            | 4:34 |
| 9   | Don't Be A Fool Katniss     | 1:40 |
| 10  | District 12 (Ruins)         | 4:05 |
| 11  | The Hanging Tree            | 3:38 |
| 12  | Peeta's Broadcast           | 1:45 |
| 13  | Air Raid Drill              | 4:32 |
| 14  | It's Gonna Be A Long Night  | 2:27 |
| 15  | Taunting The Cat            | 2:09 |
| 16  | White Roses                 | 3:26 |
| 17  | District 8 Hospital         | 2:07 |
| 18  | The Broadcast               | 1:12 |
| 19  | Jamming The Capitol         | 3:28 |
| 20  | Inside The Tribute Center   | 3:45 |
| 21  | Put Me On The Air           | 3:10 |
| 22  | They're Back                | 2:47 |
| 23  | Victory                     | 2:54 |